# Kaisamari Hintikka
Kaisamari Hintikka, född  27 juni 1967 i Helsingfors, är en finländsk teologie doktor och biskop i Esbo stift. Hon disputerade 2001 och blev prästvigd i Helsingfors stift 2009.
Sedan 2011 har hon arbetat i Genève. Från augusti 2012 har hon verkat vid Lutherska världsförbundet som chef för avdelningen för teologi och offentligt vittnesbörd (Department for Theology and Public Witness) och som biträdande generalsekreterare för ekumeniska ärenden. Innan hon flyttade till Schweiz arbetade hon bl.a. på kyrkostyrelsen.
Hösten 2018 valdes Hintikka till biskop i Esbo stift efter Tapio Luoma, som hade blivit ärkebiskop. Hon vigdes till biskop den 10 februari 2019.
Hintikka är den andra kvinnan som fungerar som biskop i Evangelisk-lutherska kyrkan i Finland. Den första var Irja Askola i Helsingfors stift (2010-2017).

## Utmärkelser
- Kommendörstecknet av Finlands Vita Ros’ orden,  6 december 2023[4]

[Redigera Wikidata]